# Kröpcke

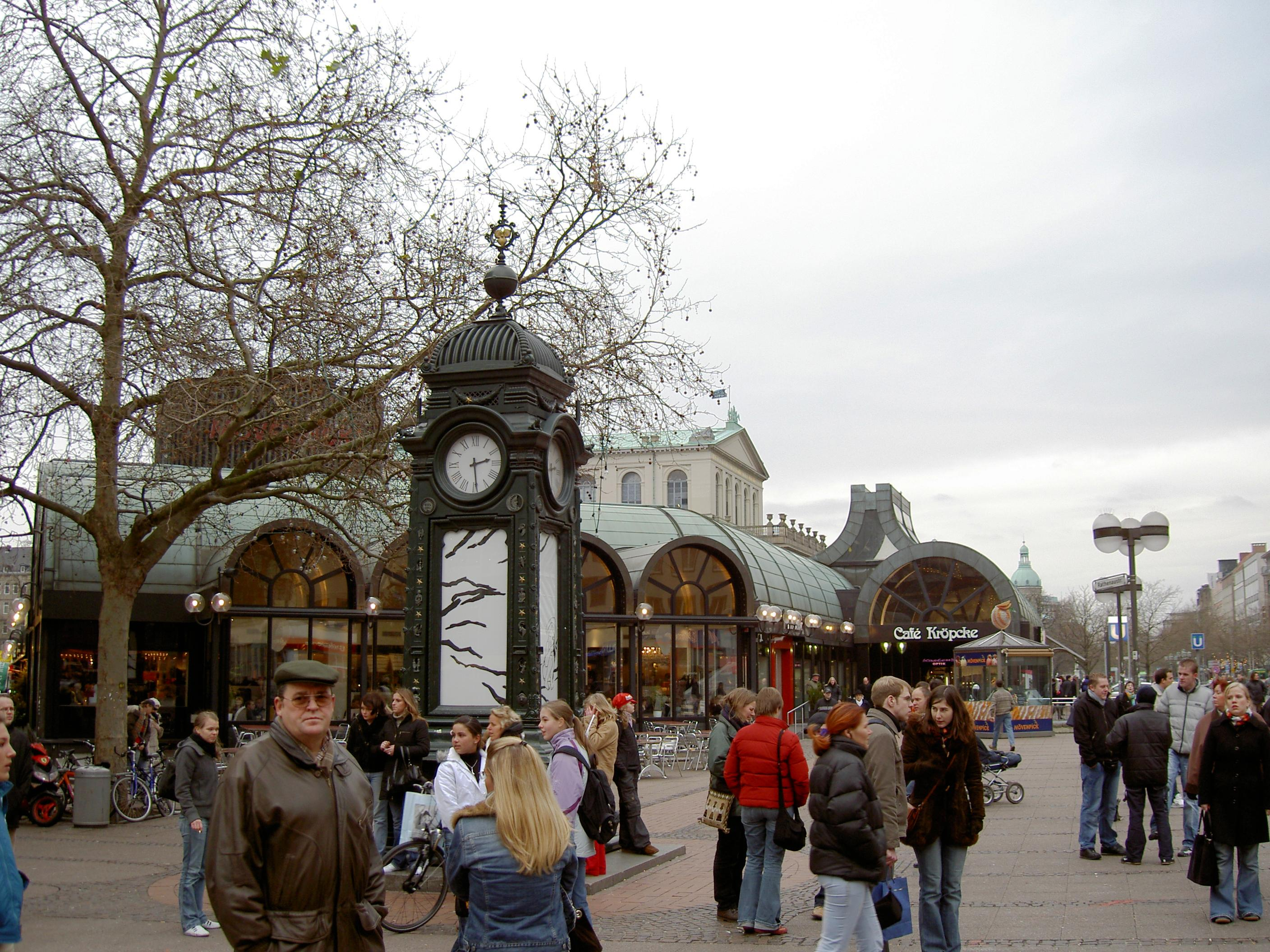
Kröpcke 2004

Kröpcke en una plaza en el centro de la capital de la Baja Sajonia Hannover. Su nombre se lo debe a un famoso café que aún se encuentra en el lugar. Hoy día es uno de los puntos de encuentro más populares de la ciudad. Los habitantes de Hannover denominan Kröpcke donde al cruce de las calles Georgestrasse, Karmarschstraße, Bahnhofstrasse y Rathenaustraße, con el 'Kröpcke-Uhr' (reloj de Kröpcke) y la estación de S-Bahn de Kröpcke. Se encuentra en medio de una zona completamente peatonalizada.

## Historia
Este cruce de calles fue construido en 1843. En 1872 se instaló el primer tranvía tirado por caballos, que fue sustituido por el tranvía eléctrico en 1897. Para poder organizar el tráfico, en 1920 se construye una rotonda. Esta plaza fue destruida durante el bombardeo de Hannover del año 1943. Tras la construcción de la estación subterránea de metro más grande de Hannover 1971, se peatonalizó.

### Café Kröpcke

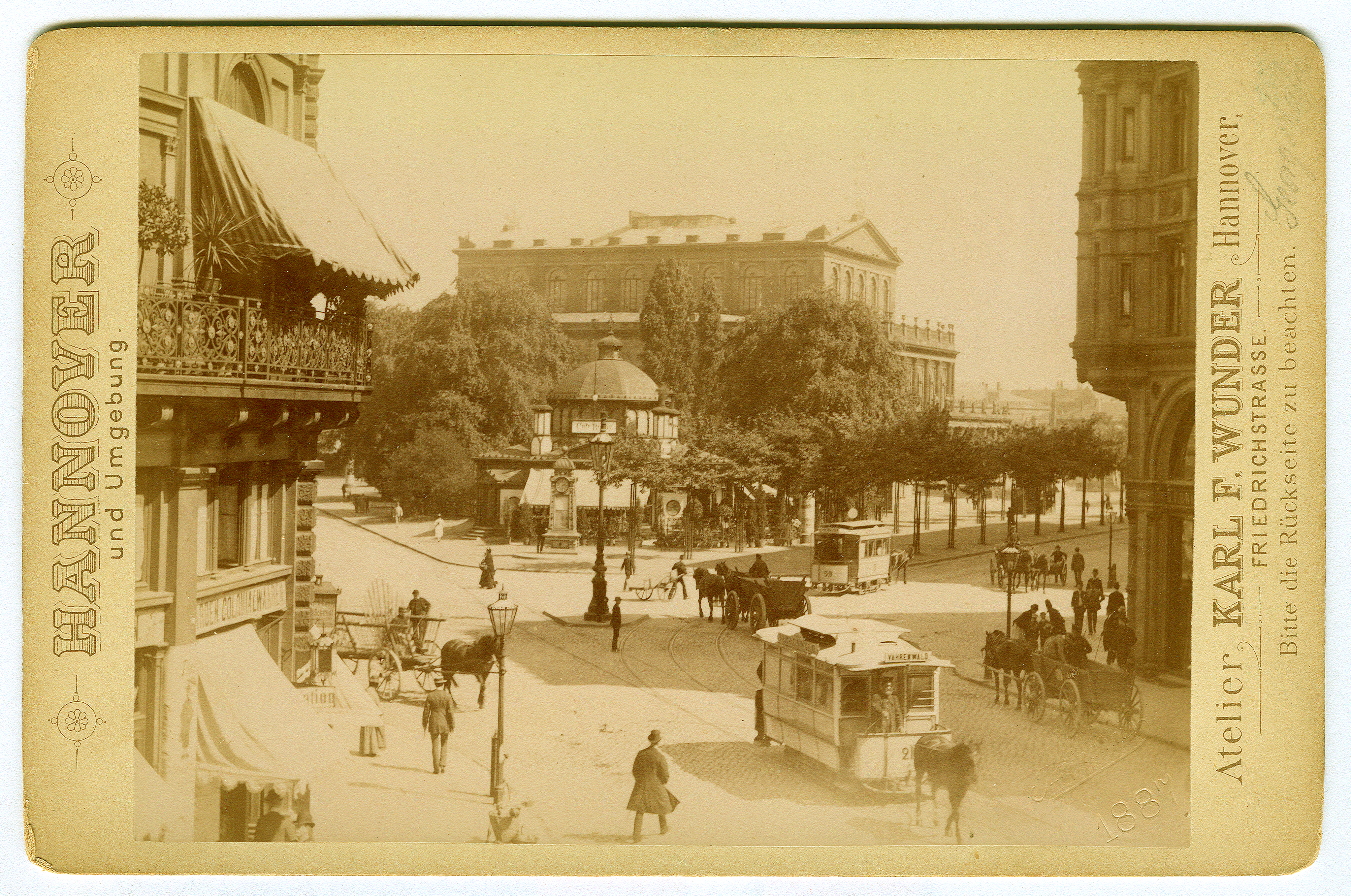
Café Robby en 1887, instantánea de Karl Friedrich Wunder

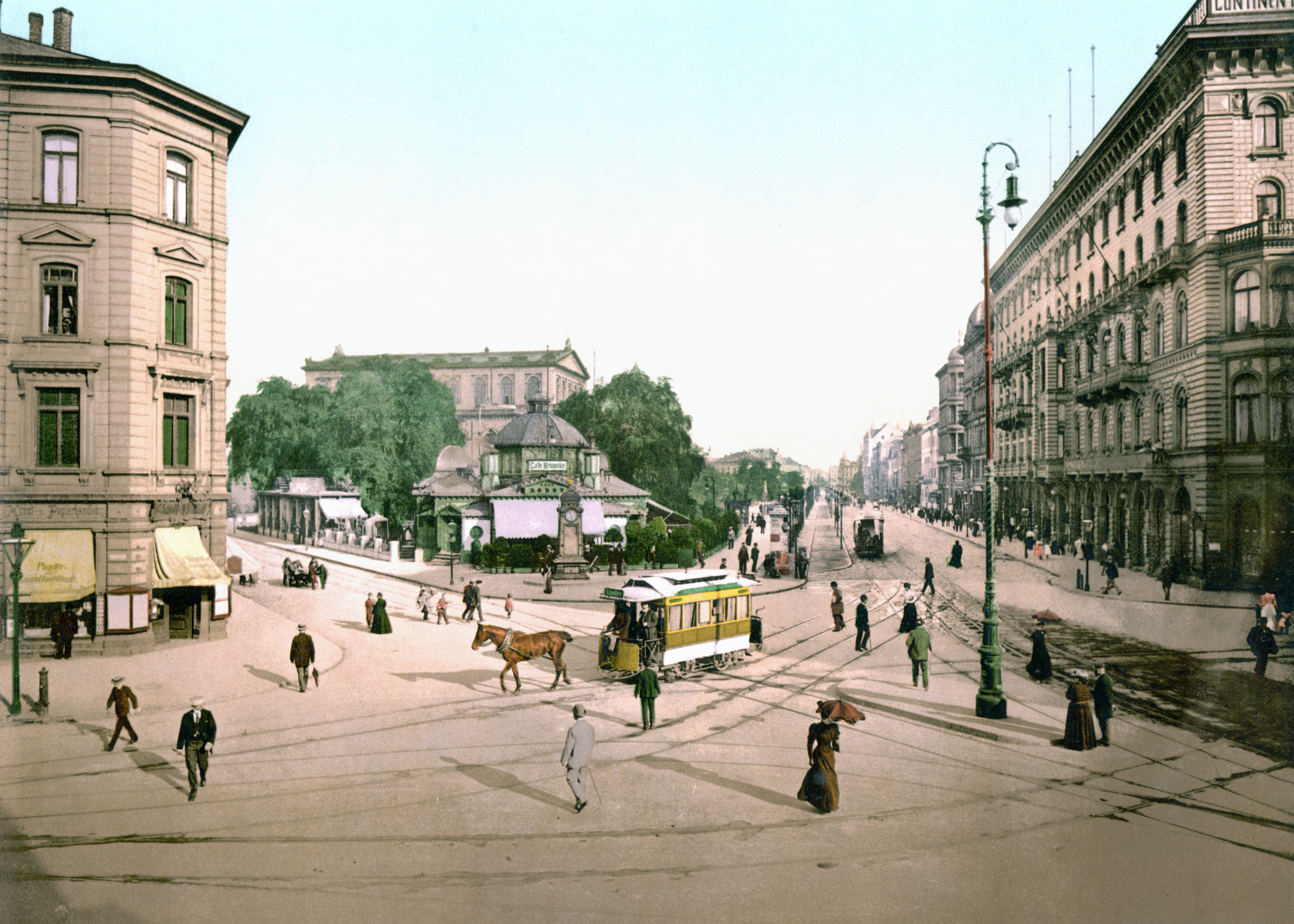
Kröpcke el año 1895

En 1869 se construyó el café Robby en la plaza de Kröpcke. En 1876 lo arrendó William Kröpcke. Tras su muerte, en 1919 el lenguaje popular adoptó para la plaza el nombre de la cafetería. Durante los años 20 el café se convirtió en centro de la vida cultural de Hannover. En 1948 se nombre oficialmente a la plaza como Kröpcke. Destruido tras la guerra, continuó dando servicio con una tienda de lona. En 1976 pasa a manos de la compañía Mövenpick, que reconstruye el edificio.

### Kröpcke-Uhr
El reloj de Kröcke fue construido en 1885 según el diseño de 
El reloj Kröpcke se remonta a 1885. Fue desmontado en 1954 y sustituido por un modelo contemporáneo (que ahora se encuentra en el encuentro entre Kurt-Schumacher-Straße y Steintor), que a su vez fue retirado en 1997 y sustituido por una reconstrucción simplificada del reloj original. 

## Estación de metro

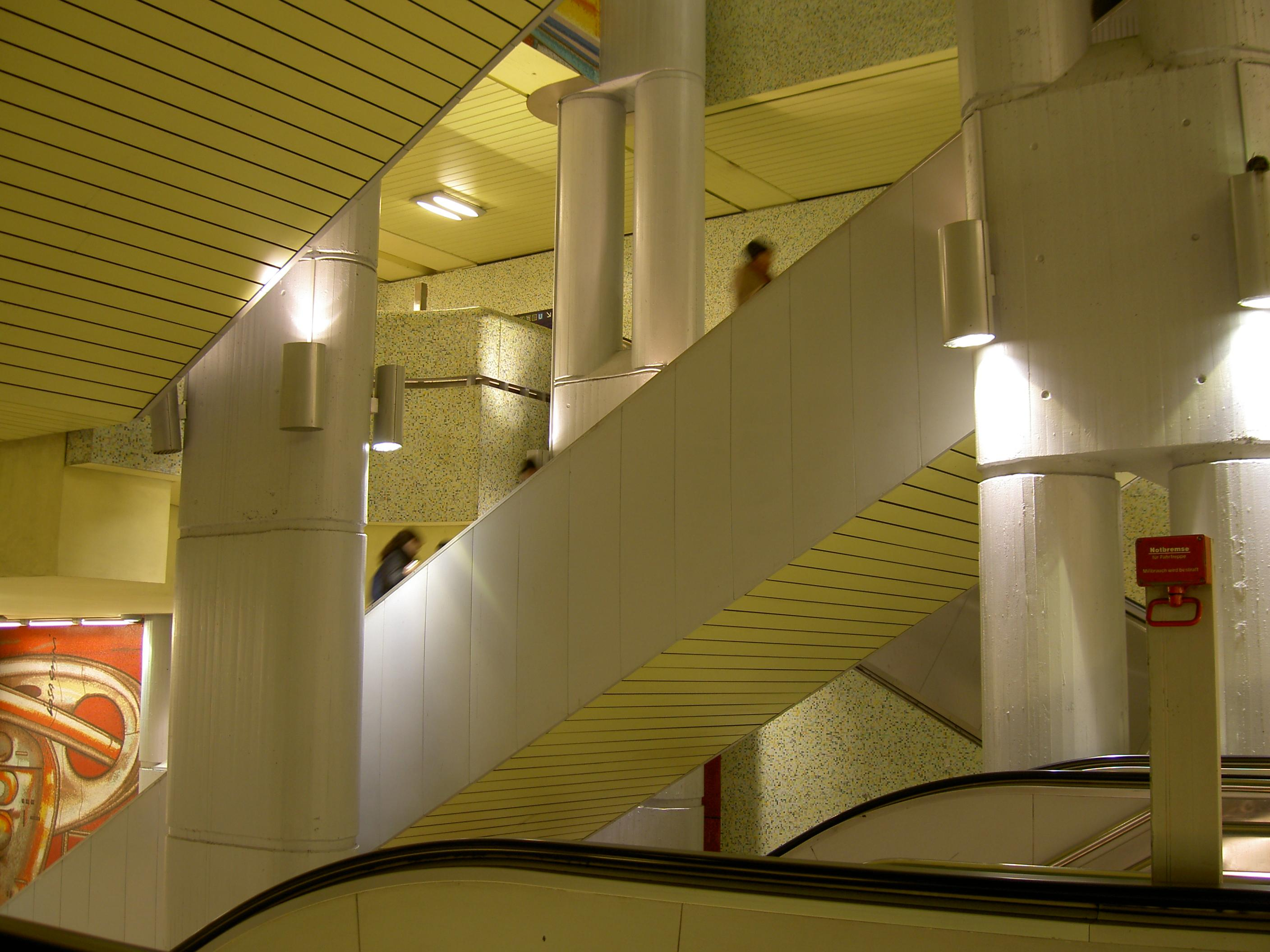
Escaleras de la estación de metro de Kröpcke

La estación de metro de Kröpcke es la más importante de Hannover, con tres niveles distintos y 6 andenes.